# George Henry Ward
George Henry Ward (1916 - 2003 fue un botánico estadounidense.

## Algunas publicaciones
- 1952. A Cytotaxonomic Study of Artemisia, Section Seriphidium, in North America. Ed. Department of Biological Sci. Stanford Univ. 256 pp.

- 1948. A Flora of Chelan County, Washington. Ed. Washington State Univ. 358 pp.
- La abreviatura «G.H.Ward» se emplea para indicar a George Henry Ward como autoridad en la descripción y clasificación científica de los vegetales.[1]